# Eilern
Eilern ist eine Ortslage in der Gemeinde Bad Wünnenberg, Nordrhein-Westfalen, Deutschland. 

## Lage

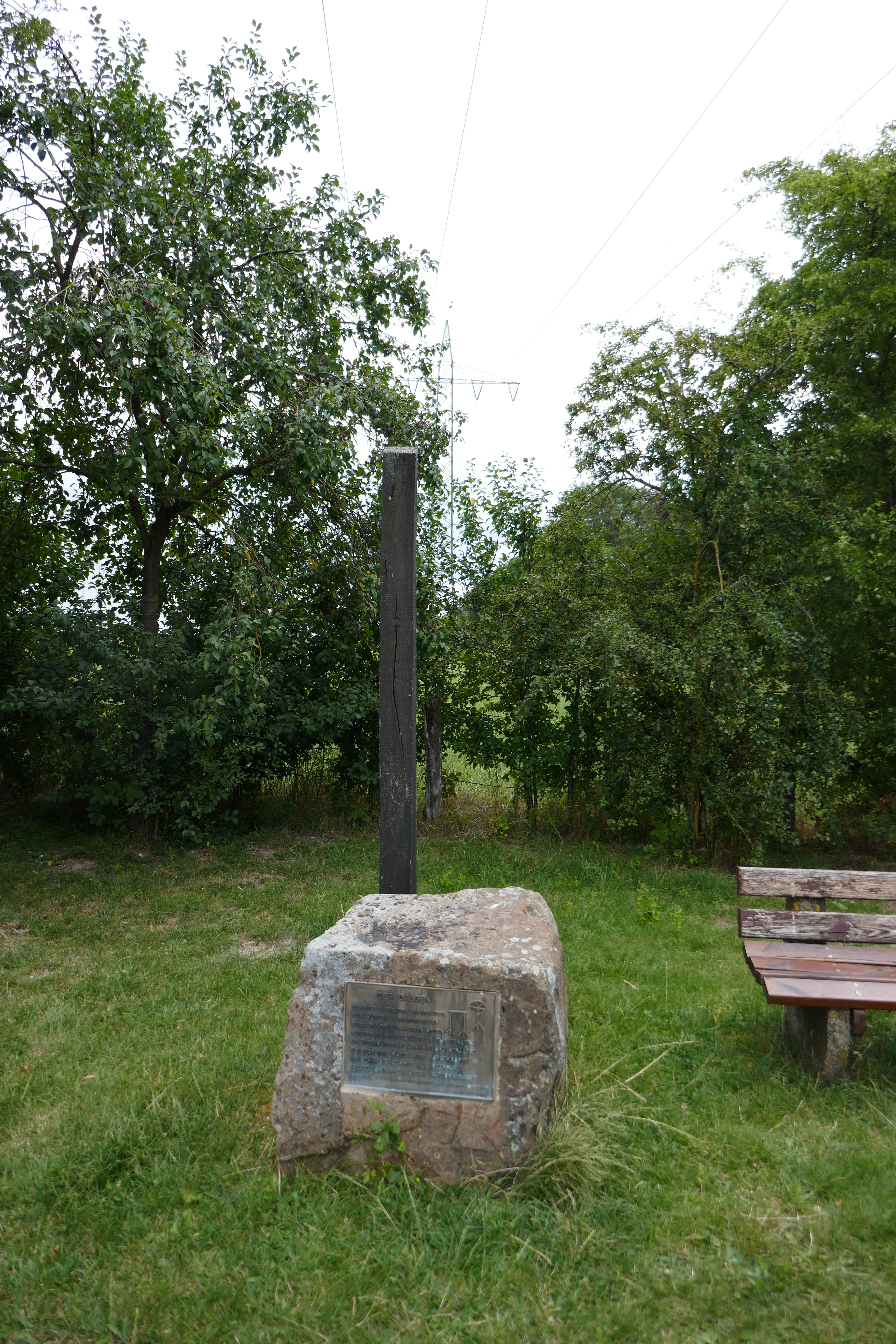
Denkmal für den Galgen von Eilern

Eilern liegt etwa vier Kilometer entfernt vom Bad Wünneberger Ortsteil Fürstenberg (Westfalen), zwischen dem Sintfeld und der Paderborner Hochfläche. Die Ortslage ist an die Landesstraße L744 angebunden. 

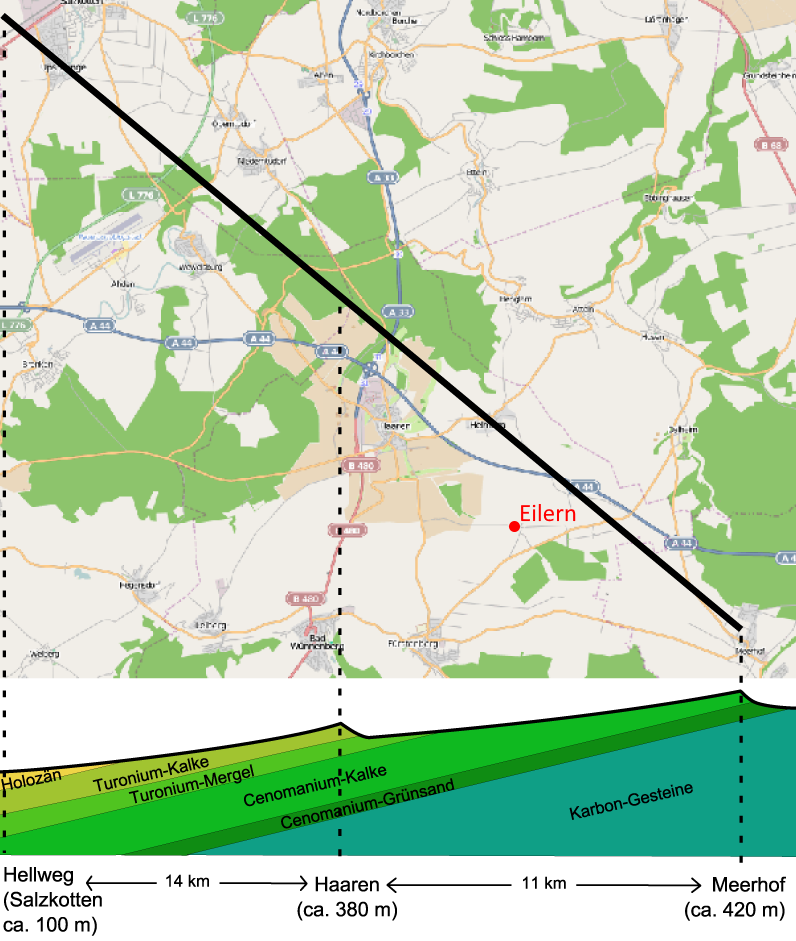
Geologischer Schnitt durch das Sintfeld; Lage Eilerns markiert

An der Ortsgrenze im Norden liegt der Eilerberg mit der Gerichtsstätte Galgen. Der Eilerberg ist eine durch den Wechsel geologischer Schichten bedinge markante Geländestufe der Paderborner Hochfläche und überragt die Ortslahe um 50 m. 

## Geschichte

### Kircheilern
An der Stelle des Ortes Eilern bestand die Siedlung Kircheilern. Kircheilern wurde Ende des 13. Jahrhunderts erstmals urkundlich genannt. Die dort befindlichen Höfe gehörten den Edelherren von Büren und den Klöstern Bredelar, Busdorf, Dalheim, Böddeken sowie dem Kloster Corvey. Im Jahre 1439 wurde die Siedlung als wüstgefallen bezeichnet. Vermutlich ist Kircheilern in der Bengeler Fehde gegen Ende des 14. Jahrhunderts zerstört worden. Die Rechte über den zerstörten Ort gingen zuerst an das Kloster Dalheim, später wurden dem Grafen von Westphalen die Rechte am Westteil der Eiler Mark zugesprochen.

### Neusiedlung 1952
Das Vorwerk Eilern wurde im Jahr 1952 zusammen mit dem Vorwerk Friedrichsgrund mit aus Pommern und Schlesien vertriebenen Bauern und Handwerkern aufgesiedelt. Grundlage war eine Bodenreform- und Siedlungspolitik, bei der in der Bundesrepublik Deutschland etwa 230.000 ha Land an Bauern und Neusiedler umverteilt wurden. Das Gruppensiedlungsverfahren Eilern und Friedrichsgrund wurde nach dem Gesetz über Rentengüter von 1890, nach dem Reichssiedlungsgesetz von 1919 und dem „Gesetz über die Durchführung der Bodenreform und Siedlung“ Nordrhein-Westfalens vom 16. Mai 1949 unter Einschaltung gemeinnütziger Siedlungsgesellschaften abgewickelt. Als gemeinnütziges Siedlungsunternehmen wurde Deutsche Bauernsiedlung, Düsseldorf bestimmt. Diese führte mit einem Vertreter des Besitzers Friedrich Carl Graf von Westphalen zu Fürstenberg (22. April 1898 – 23. Juli 1992) die Verhandlungen über den Ankauf des Gutes. Der Kaufvertrag wurde am 14. Juni 1950 zwischen beiden Parteien abgeschlossen. Das ehemalige Gut Eilern wurde aufgelöst und Friedrich Carl von Westphalen mit 357.089 DM (ca. 1.178.000 EUR) entschädigt.
Mit zum Verkaufsobjekt gehörten die Gebäude und baulichen Anlagen, die zu erwartende Ernte sowie lebendes und totes Inventar. Zum Inventar gehörten 20 Pferde (12.450 DM), 32 Stück Rindervieh, 32 Kühe, 20 Rinder (49.800 DM), Schweine (4.950 DM), Geflügel (250 DM), Maschinen und Geräte (29.066 DM), Naturalien (28.789 DM), Düngemittel (4.740 DM), Holz und Zäune (5.721 DM), Feldbestellung (29.705 DM) und Haushaltsvorräte (1.360 DM). Die Entschädigung für lebendes und totes Inventar wurde bar gezahlt. Alle übrigen Geldansprüche wurden durch Schuldverschreibungen des Landes Nordrhein-Westfalen oder ähnliche Zahlungsmittel beglichen.
Die Siedlungsbehörden stellten zunächst in einem Gutachten die Besiedlungsfähigkeit des Gutes Eilern und seines Vorwerks Friedrichsgrund fest. Die Grundfläche gehörte zu den Gemarkungen Fürstenberg, Dalheim, Helmern und Meerhof. Die in der Gemarkung Helmern nordwestlich des Vorwerks Friedrichsgrund liegenden bewaldeten Flurstücke schloss man aus dem Siedlungsverfahren aus und beließ sie im Besitz Graf Westphalens. Beim Verfahren Eilern/Friedrichsgrund wurden 277,85 ha vergeben.
Im Februar 1951 übernahm die Siedlungsgesellschaft Rote Erde, Münster, das Siedlungsvorhaben von Deutsche Bauernsiedlung. Am 13. März 1951 übergab Friedrich Carl von Westphalen zu Fürstenberg das Gut Eilern an die Roten Erde GmbH in seiner vollen Funktionsfähigkeit. Alles Inventar, das bei der späteren Ausstattung der Siedlerstellen nicht verwendet werden konnte und deshalb beim Verkäufer verblieb oder das aufgrund von Vereinbarungen mit der Siedlungsgesellschaft nicht mit übergeben wurde, ersetzte Rote Erde durch Neuanschaffungen. Damit gewährleistete sie eine ordnungsgemäße Durchführung der Zwischenwirtschaft bis zur Einrichtung und Übergabe der Siedlerstellen an die künftigen Siedler. Die Ergänzungen des Inventars mussten durch Kredite finanziert werden. Für die Ergänzungen wurden 43.000 DM (ca. 144.400 EUR) aufgebracht. Im Einzelnen waren das 10 Kühe (10.000 DM), 30 Läuferschweine (3.000 DM), zwei Lanz-Bulldogs 16 PS (11.000 DM), Reparatur eines Lanz Bulldog Baujahr 1939 (1.800 DM), vier kombinierte Imbertwagen (Holzvergaserwagen nach Georg Imbert, 8.400 DM), zwei gebrauchte Bindemäher (2.500 DM), zwei 2 Meter-Düngerstreuer (1.100 DM), ein Gebläse für Heu und Getreide (1.500 DM), Kleingeräte (1.200 DM) und Sonstiges (2.500 DM).
In Eilern entstanden 16 und in Friedrichsgrund fünf neue Höfe. Das waren 15 Vollerwerbsstellen mit durchschnittlich 14 ha Land und sechs Nebenerwerbsstellen mit jeweils 5 ha Land für einen Schäfer, einen Schmied, einen Stellmacher, eine Bäckerei mit Kolonialwarenladen, zwei Landarbeiter und fünf Ansiedler. Die Siedler waren überwiegend Bauern, die aus der Region stammten und in den 1930er Jahren in Schlesien eine neue Existenz gegründet hatten. Die Hofgebäude wurden überwiegend 1953 fertiggestellt. Öffentliche Einrichtungen wie eine Kirche oder eine Schule erhielt Eilern nicht. Die durchschnittlich 14 ha Land erwiesen sich im Laufe der Jahre als zu klein für einen wirtschaftlichen Betrieb. Viele Betriebe mussten aufgegeben werden oder wurden zum Nebenerwerb.

## Ortsbeschreibung
Die Höfe in Eilern liegen in einem Abstand von etwa 100 m einer Straße beidseitig aufgereiht. Ursprünglich waren Einzelhöfe vorgesehen worden. Wegen der schwierigen Wasserversorgung im „trockenen“ Sintfeld sah man davon ab. 

Beim 50-jährigen Festjubiläum in Neu-Eilern wurde 2002 ein Gedenkstein zu Erinnerung an die Neusiedlung aufgestellt.

Niederschlagsmittelwerte von Nordrhein-Westfalen für den Zeitraum von 1961 bis 1990. Aufgenommen in Eilern.

In Eilern gibt es den Standort des Deutschen Wetterdienstes „Wünnenberg-Eilern“, ID 5699 ⊙ mit zwei Stationen:
- Station H477 mit automatischen Messungen alle 10 Minuten seit dem 16. August 2004
- Station 79227 mit täglichen Niederschlagsdaten seit dem 1. Januar 1941